# Nijkerkerveen
Nijkerkerveen (52° 12′ N, 5° 28′ L) é uma cidade dos Países Baixos, na província de Guéldria. Nijkerkerveen pertence ao município de Nijkerk, e está situada a 6 km, a leste de Amersfoort.
Em 2001, a cidade de Nijkerkerveen tinha 1528 habitantes. A área urbana da cidade é de 0.34 km², e tem 581 residências. 
A área de Nijkerkerveen, que também inclui as partes periféricas da cidade, bem como a zona rural circundante, tem uma população estimada em 2980 habitantes.